# متحف الموصل
متحف الموصل هو أحد أهم المتاحف في العراق ويعد في المرتبة الثانية من حيث الأهمية بعد المتحف العراقي في بغداد تأسس غالباً في العام 1952 وكان مقتصراً على قاعة صغيرة إلا أنه تم إنشاء المبنى الجديد لمتحف الموصل والموجود في يومنا في العام 1972  حيث ضمت بنايته الجديدة 4 قاعات أحدها للآثار القديمة وأخرى للآثار الآشورية وثالثة للآثار الحضرية والأخيرة للآثار الإسلامية.
كباقي متاحف العراق ومؤسساته الحيوية الأخرى لم يسلم المتحف الحضاري في مدينة الموصل من السرقة المنظمة التي طالت بعض معروضاته النفيسة خلال احداث نيسان عام 2003 ولم تسترد لحد الآن، ومنذ ذلك التاريخ اقفلت أبواب المتحف دون أية صيانة تذكر، إلا أنه بقي مفتوحاً منذ ذلك الوقت لزيارات محدودة اقتصرت على الوفود الرسمية وطلبة الآثار والتاريخ فقط، وذلك حسب تصريحات المسوؤلة في المتحف ريا محسن في ذلك الوقت.
قامت عدة محاولات لإعادة تأهيل المتحف حسب ما قال قائم مقام الموصل آنذاك زهير الأعرجي وافتتاحه أمام الزوار من جديد كما كان هناك العديد من المطالب بإعادة تأهيل المتحف من قبل السكان والهيئات المحلية.

## أهم الآثار الموجودة في المتحف

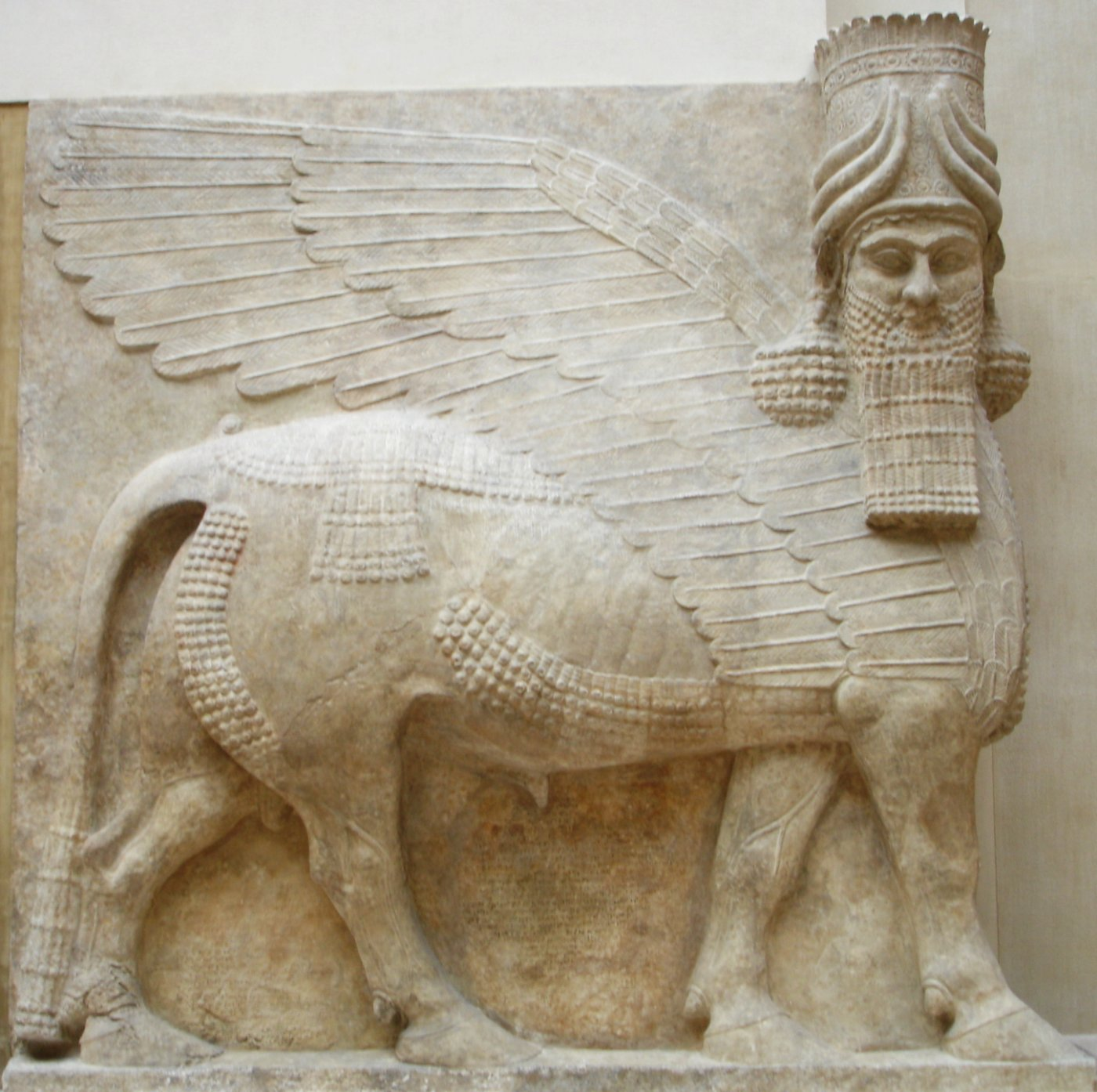
منحوتة رافدينية قديمة لثور مجنح

ربما يعد الثور المجنح من أهم معالم وآثار متحف الموصل.

## تخريب المتحف
في عام 2003 خلال فترة الغزو الأمريكي للعراق تعرض المتحف لعمليات سرقة ونهب واسع ومنظم واستبدل عدد كبير من القطع الأصلية بقطع زائفة [بحاجة لمصدر].
في 26 شباط عام 2015 قام تنظيم الدولة الإسلامية والمعروف بداعش بتحطيم محتويات المتحف وذلك ضمن الحملة المنظمة التي قام بها التنظيم لهدم معالم تاريخية أو مزارات دينية ولأنه بحسب ايديلوجية التنظيم إنها تعبد من دون الله. وقد أجمعت أغلب حكومات العالم على أن العملية تعتبر إرهاباً فكرياً وعقائدياً وفعلاً منافياً لحرية الرأي.

## [5]المراجع
1. 1 2  مقال من موقع روسيا اليوم بتاريخ 26 شباط 2015. [وصلة مكسورة] نسخة محفوظة 22 مارس 2020 على موقع واي باك مشين.
2. ↑  إذاعة العراق الحر، مقال بتاريخ 5 حزيران 2009. نسخة محفوظة 24 سبتمبر 2015 على موقع واي باك مشين.
3. ↑  موقع أخبار الولايات المتحدة. نسخة محفوظة 08 ديسمبر 2015 على موقع واي باك مشين.
4. ↑  موقع سي إن إن العربية يبث مقاطع لتدمير المتحف. نسخة محفوظة 02 فبراير 2018 على موقع واي باك مشين.
5. ↑  "متحف الموصل: كيف سيبدو بعد ترميم ما دمره تنظيم الدولة الإسلامية؟". BBC. مؤرشف من الأصل في 2023-05-25. اطلع عليه بتاريخ 12 مايو/ 2023. {{استشهاد ويب}}: تحقق من التاريخ في: |تاريخ الوصول= (مساعدة)